# 毛織絨帽

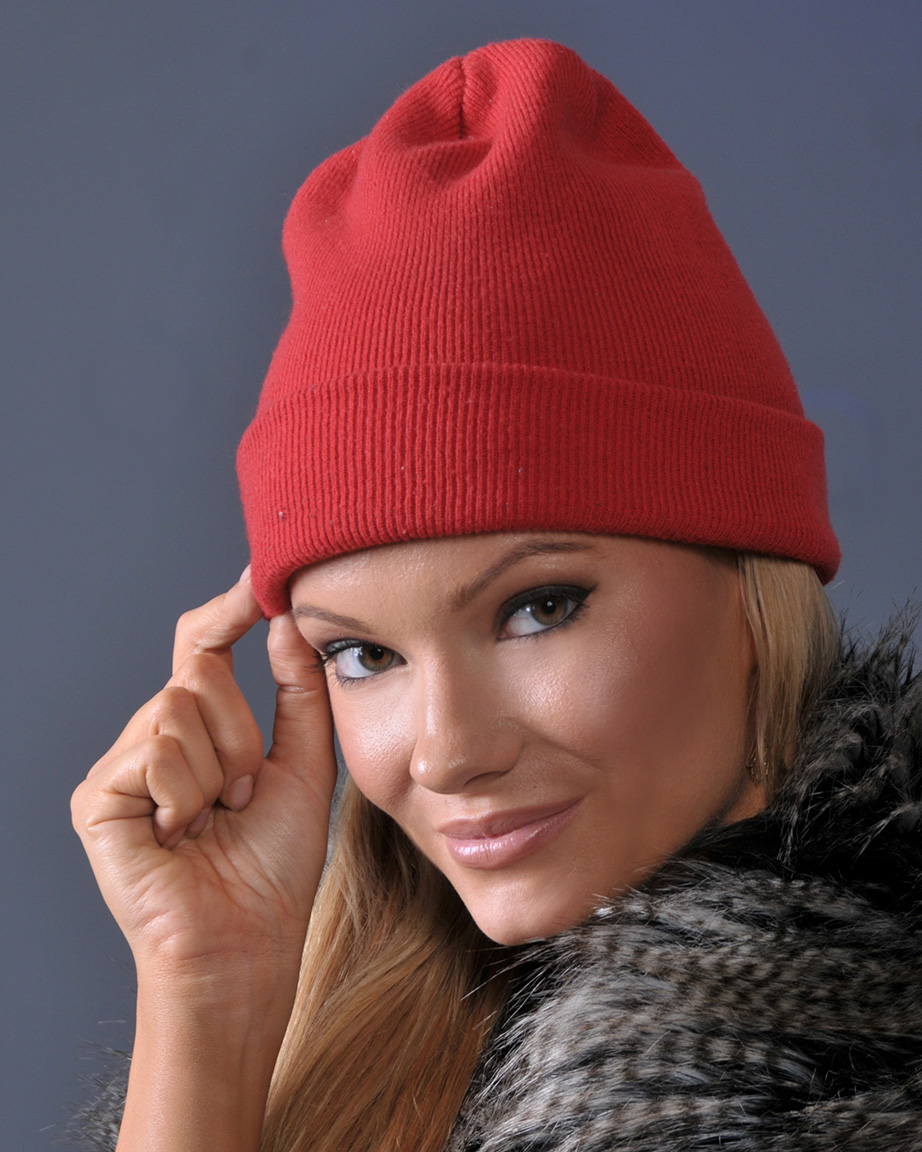
這位女士頭上戴着一頂紅色的冷帽。

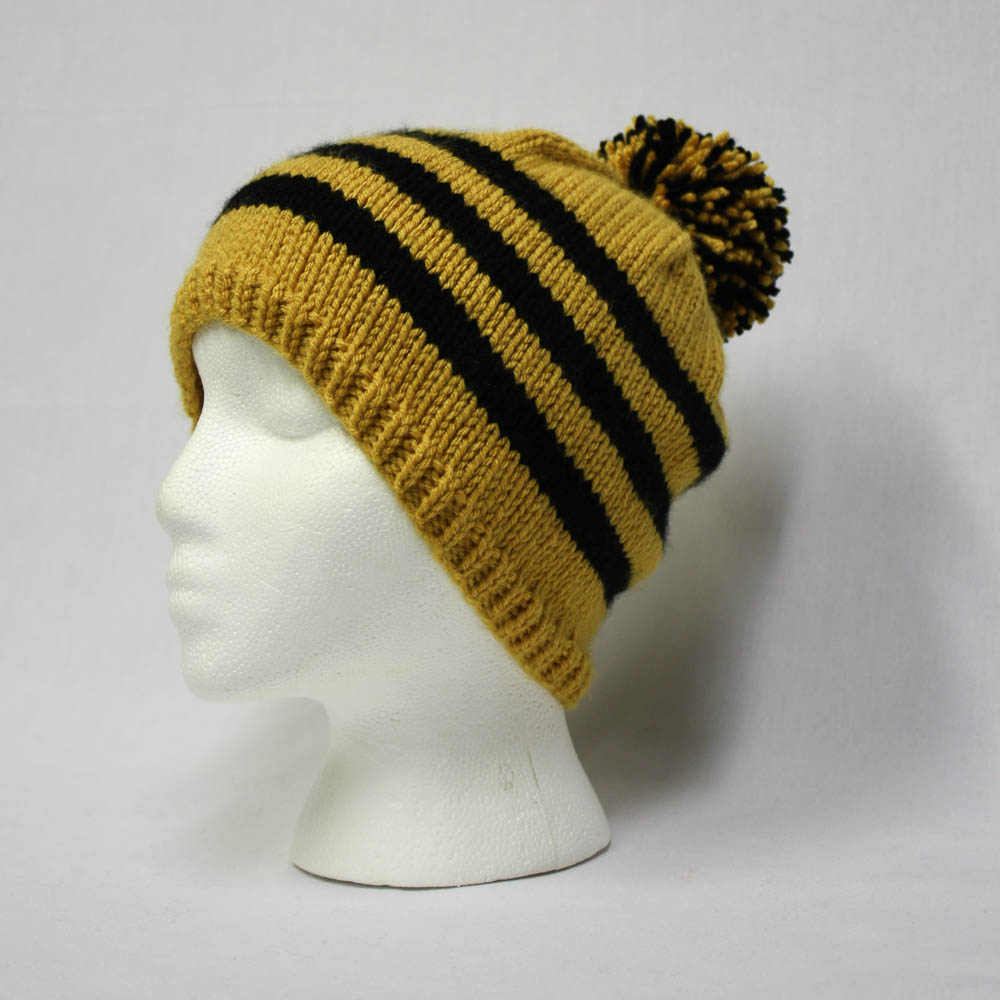
冷帽

毛織絨帽（冷帽，针织帽）是一種以毛線編織的帽子，用以為頭部保暖，好適合天氣冷時穿戴。過往使用羊毛紡毛線，現時普遍轉用合成纖維紡。
18世紀起，海員、漁夫、獵人及其他主要在戶外工作的從業員經常戴冷帽。它常見於北美洲、歐洲及亞洲各洲北部的寒冷地區。